# Dicymbium sinofacetum
Dicymbium sinofacetum är en spindelart som beskrevs av Andrei V. Tanasevitch 2006. Dicymbium sinofacetum ingår i släktet Dicymbium och familjen täckvävarspindlar. Inga underarter finns listade i Catalogue of Life.